# Alfonso Carinci
Alfonso Carinci (Roma, 9 novembre 1862 – Roma, 5 dicembre 1963) è stato un arcivescovo cattolico italiano.
Al momento della sua apertura del Concilio Ecumenico Vaticano II, l'11 ottobre 1962, Carinci era il più anziano padre conciliare, avendo 100 anni meno un mese. Nei suoi 78 anni di sacerdozio ha celebrato circa 27.800 Sante Messe.
La sua esistenza si è svolta sotto 8 papi: Pio IX, Leone XIII, Pio X, Benedetto XV, Pio XI, Pio XII, Giovanni XXIII, Paolo VI.

## Biografia
Nato a Roma, figlio di un conosciuto archeologo, frequenta la basilica di San Pietro in Vaticano, da chierichetto, assistendo, all'età di sette anni, ai riti del Concilio Vaticano I, aperto, l'8 dicembre 1869, da papa Pio IX. Allievo dell'Almo Collegio Capranica, viene ordinato sacerdote il 19 dicembre 1885, divenendo, l'anno successivo, economo del suo stesso seminario.
Al momento dell'elezione, il 4 agosto del 1903, del nuovo papa, Pio X, fa già parte, quale soprannumerario, del Collegio dei Maestri delle Cerimonie Pontificie, sotto la guida del prefetto, mons. Francesco Riggi, e collabora con la Congregazione dei Riti. Nel 1911, succede a Giuseppe Maria Coselli, quale rettore del Capranica e canonico liberiano, occupando tale ufficio fino al 1930. Nel 1914 partecipa, quale cerimoniere, al Conclave che vede l'elezione di un ex-capranicense, Giacomo Della Chiesa, a nuovo papa con il nome di Benedetto XV.
Il 2 aprile 1917 diviene prelato domestico e il 26 maggio dello stesso anno consultore della Congregazione dei Riti per la Sacra Liturgia.
Il 30 settembre 1919 viene nominato protonotario apostolico de numero participantium e il 10 novembre 1924 anche consultore della Congregazione del Concilio.
È nominato, il 3 aprile 1930, segretario della Congregazione dei Riti, incarico che conserverà per trent'anni, occupandosi di 62 cause di canonizzazione e di circa 200 di beatificazione. Tra le cause di cui si occupa vi sono quelle di Paola Frassinetti, Lucia Filippini, Gemma Galgani, Catherine Labouré, Giuseppe Cottolengo, John Fisher, Thomas More, Maria Domenica Mazzarello, Antonio Maria Gianelli, Ignazio da Laconi, Domenico Savio e Pio X, di cui era stato, mezzo secolo prima, uno dei cerimonieri.
L'8 maggio 1943 viene nominato anche consultore della Congregazione del Cerimoniale e, il 28 giugno 1948, membro del Comitato Centrale per l'Anno Santo 1950.
Il 15 dicembre 1945 viene promosso arcivescovo titolare di Seleucia di Isauria e consacrato, il 6 gennaio 1946, dal card. Carlo Salotti, prefetto della Congregazione dei Riti, avendo per co-consacranti Luigi Traglia, arcivescovo titolare di Cesarea di Palestina e vicegerente di Roma, ed Emilio Baroncelli, vescovo di Veroli.
Il 1º novembre 1958 viene nominato assistente al Soglio Pontificio. Ormai molto anziano, viene affiancato da un pro-segretario, il 24 gennaio 1959, nella persona di Enrico Dante, futuro cardinale, già sottosegretario.
Il 5 gennaio 1960, all'età di 98 anni, rinuncia al suo incarico e diviene segretario emerito della propria congregazione.
L'11 ottobre 1962, all'apertura del Concilio Ecumenico Vaticano II, è il vescovo più anziano che partecipa all'assemblea, avendo 100 anni meno un mese; partecipa alla prima e alla seconda sessione del Concilio.
Muore, presso l'Ospedale Fatebenefratelli all'Isola Tiberina, in Roma il 5 dicembre 1963, all'età di 101 anni e 26 giorni. La sua tomba è collocata nella Chiesa di Santa Maria del Suffragio in Roma, proprio sotto la tomba del Beato Luigi Novarese; sulla lapide, oggi rimossa, era scritta una frase di papa Paolo VI che lo indicava come: «Luminoso esempio del Clero romano».
Secondo il New York Times del 7 dicembre 1963, riportato da Salvador Miranda nei suoi "The Cardinals of the Holy Roman Church", Pio XII gli comunicò, in previsione del suo primo concistoro del 18 febbraio 1946, che era sua intenzione di crearlo cardinale, ma egli rifiutò in quanto fece notare al papa che aveva già 84 anni e che “"alla sua età la spesa per le vesti cardinalizie sarebbe stata superflua"”, ma che avrebbe preferito ricevere la "pienezza del sacerdozio": venne elevato all'episcopato pochi giorni dopo, visse ancora 17 anni e conobbe altri due papi.

## Pubblicazioni
Con la mistica Maria Valtorta Carinci ebbe uno scambio epistolare negli anni 1949 - 1955, che fu poi pubblicato con il titolo Lettere a Mons. Carinci. Carinci era un estimatore degli scritti della mistica; le lettere trattano soprattutto dell'atteggiamento dell'autorità ecclesiastica nei confronti del suo testo Il Poema dell'Uomo-Dio, messo all'indice dal Sant'Uffizio. Le lettere che l'alto prelato e Maria Valtorta si scambiarono sono importanti per poter ricostruire la vicenda storica della pubblicazione dell'opera valtortiana e il legame di profonda stima reciproca: Carinci ebbe modo di conoscere personalmente la mistica recandosi a Viareggio e celebrò la Santa Messa nella camera che la ospitava già inferma.

## Genealogia episcopale
La genealogia episcopale è:
- Cardinale Scipione Rebiba
- Cardinale Giulio Antonio Santori
- Cardinale Girolamo Bernerio, O.P.
- Arcivescovo Galeazzo Sanvitale
- Cardinale Ludovico Ludovisi
- Cardinale Luigi Caetani
- Cardinale Ulderico Carpegna
- Cardinale Paluzzo Paluzzi Altieri degli Albertoni
- Papa Benedetto XIII
- Papa Benedetto XIV
- Papa Clemente XIII
- Cardinale Marcantonio Colonna
- Cardinale Giacinto Sigismondo Gerdil, B.
- Cardinale Giulio Maria della Somaglia
- Cardinale Carlo Odescalchi, S.I.
- Cardinale Costantino Patrizi Naro
- Cardinale Lucido Maria Parocchi
- Papa Pio X
- Papa Benedetto XV
- Cardinale Willem Marinus van Rossum, C.SS.R.
- Cardinale Carlo Salotti
- Arcivescovo Alfonso Carinci